# Exetastes rubrinotum
Exetastes rubrinotum är en stekelart som beskrevs av Morley 1915. Exetastes rubrinotum ingår i släktet Exetastes och familjen brokparasitsteklar. Inga underarter finns listade i Catalogue of Life.